# Associazione Calcio Como 1950-1951
Questa voce raccoglie le informazioni riguardanti l'Associazione Calcio Como nelle competizioni ufficiali della stagione 1950-1951.

## Rosa
| N. |                   | Ruolo | Calciatore        |
| -- | ----------------- | ----- | ----------------- |
|    | Italia (bandiera) | P     | Franco Cardani    |
|    | Italia (bandiera) | P     | Ezio Bielli       |
|    | Italia (bandiera) | D     | Franco Pedroni    |
|    | Italia (bandiera) | D     | Gianfranco Gatti  |
|    | Italia (bandiera) | D     | Alfredo Travia    |
|    | Italia (bandiera) | D     | Luigi Bosco       |
|    | Italia (bandiera) | D     | Umberto Boniardi  |
|    | Italia (bandiera) | D     | Giuseppe Monti    |
|    | Italia (bandiera) | C     | Umberto Pinardi   |
|    | Italia (bandiera) | C     | Mario Bergamaschi |

| N. |                   | Ruolo | Calciatore          |
| -- | ----------------- | ----- | ------------------- |
|    | Italia (bandiera) | C     | Piero Maronati      |
|    | Italia (bandiera) | C     | Luigi Moltrasio     |
|    | Italia (bandiera) | A     | Angelo Turconi      |
|    | Italia (bandiera) | A     | Giovanni Migliorini |
|    | Italia (bandiera) | A     | Ercole Rabitti      |
|    | Italia (bandiera) | A     | Benito Meroni       |
|    | Italia (bandiera) | A     | Alceo Lipizer       |
|    | Italia (bandiera) | A     | Vittorio Ghiandi    |
|    | Italia (bandiera) | A     | Mario Stua          |
|    | Italia (bandiera) | A     | Carlo Dossi         |

## Risultati

### Serie A

#### Girone di andata
| 10 settembre 1950 1ª giornata | Como | 3 – 1 | Triestina |  |

| 17 settembre 1950 2ª giornata | Inter | 4 – 2 | Como |  |

| 24 settembre 1950 3ª giornata | Como | 1 – 0 | Fiorentina |  |

| 1 ottobre 1950 4ª giornata | Como | 3 – 2 | Genoa |  |

| 8 ottobre 1950 5ª giornata | Novara | 1 – 1 | Como |  |

| 15 ottobre 1950 6ª giornata | Torino | 2 – 2 | Como |  |

| 22 ottobre 1950 7ª giornata | Como | 2 – 1 | Bologna |  |

| 29 ottobre 1950 8ª giornata | Napoli | 7 – 0 | Como |  |

| 5 novembre 1950 9ª giornata | Como | 2 – 2 | Milan |  |

| 12 novembre 1950 10ª giornata | Roma | 2 – 0 | Como |  |

| 19 novembre 1950 11ª giornata | Como | 1 – 0 | Juventus |  |

| 26 novembre 1950 12ª giornata | Udinese | 1 – 1 | Como |  |

| 3 dicembre 1950 13ª giornata | Como | 1 – 0 | Padova |  |

| 10 dicembre 1950 14ª giornata | Palermo | 3 – 0 | Como |  |

| 17 dicembre 1950 15ª giornata | Como | 1 – 0 | Atalanta |  |

| 24 dicembre 1950 16ª giornata | Como | 2 – 1 | Lazio |  |

| 31 dicembre 1950 17ª giornata | Sampdoria | 2 – 1 | Como |  |

| 7 gennaio 1951 18ª giornata | Como | 2 – 1 | Pro Patria |  |

| 14 gennaio 1951 19ª giornata | Como | 5 – 0 | Lucchese |  |

#### Girone di ritorno
| 21 gennaio 1951 20ª giornata | Triestina | 1 – 0 | Como |  |

| 28 gennaio 1951 21ª giornata | Como | 3 – 1 | Inter |  |

| 4 febbraio 1951 22ª giornata | Fiorentina | 3 – 0 | Como |  |

| 11 febbraio 1951 23ª giornata | Genoa | 3 – 2 | Como |  |

| 18 febbraio 1951 24ª giornata | Como | 2 – 1 | Novara |  |

| 25 febbraio 1951 25ª giornata | Como | 4 – 2 | Torino |  |

| 4 marzo 1951 26ª giornata | Bologna | 0 – 2 | Como |  |

| 11 marzo 1951 27ª giornata | Como | 1 – 2 | Napoli |  |

| 18 marzo 1951 28ª giornata | Milan | 7 – 2 | Como |  |

| 25 marzo 1951 29ª giornata | Como | 1 – 0 | Roma |  |

| 1 aprile 1951 30ª giornata | Juventus | 0 – 3 | Como |  |

| 8 aprile 1951 31ª giornata | Como | 0 – 2 | Udinese |  |

| 22 aprile 1951 32ª giornata | Padova | 3 – 1 | Como |  |

| 29 aprile 1951 33ª giornata | Como | 2 – 1 | Palermo |  |

| 13 maggio 1951 34ª giornata | Atalanta | 2 – 1 | Como |  |

| 20 maggio 1951 35ª giornata | Lazio | 2 – 0 | Como |  |

| 27 maggio 1951 36ª giornata | Como | 2 – 0 | Sampdoria |  |

| 10 giugno 1951 37ª giornata | Pro Patria | 1 – 0 | Como |  |

| 17 giugno 1951 38ª giornata | Lucchese | 5 – 0 | Como |  |

## Statistiche

### Statistiche di squadra
| Competizione | Punti | In casa | In casa | In casa | In casa | In casa | In casa | In trasferta | In trasferta | In trasferta | In trasferta | In trasferta | In trasferta | Totale | Totale | Totale | Totale | Totale | Totale | DR  |
| Competizione | Punti | G       | V       | N       | P       | Gf      | Gs      | G            | V            | N            | P            | Gf           | Gs           | G      | V      | N      | P      | Gf     | Gs     | DR  |
| ------------ | ----- | ------- | ------- | ------- | ------- | ------- | ------- | ------------ | ------------ | ------------ | ------------ | ------------ | ------------ | ------ | ------ | ------ | ------ | ------ | ------ | --- |
| Serie A      | 40    | 19      | 16      | 1       | 2       | 38      | 17      | 19           | 2            | 3            | 14           | 18           | 49           | 38     | 18     | 4      | 16     | 56     | 66     | -10 |

### Statistiche dei giocatori
| Giocatore      | Serie A  | Serie A |
| Giocatore      | Presenze | Reti    |
| -------------- | -------- | ------- |
| M. Bergamaschi | 28       | 0       |
| E. Bielli      | 1        | -3      |
| U. Boniardi    | 4        | 0       |
| L. Bosco       | 9        | 0       |
| F. Cardani     | 37       | -63     |
| C. Dossi       | 4        | 0       |
| G. Gatti       | 34       | 0       |
| V. Ghiandi     | 19       | 8       |
| A. Lipizer     | 22       | 5       |
| P. Maronati    | 15       | 0       |
| B. Meroni      | 32       | 11      |
| G. Migliorini  | 35       | 4       |
| L. Moltrasio   | 3        | 0       |
| G. Monti       | 1        | 0       |
| F. Pedroni     | 34       | 1       |
| U. Pinardi     | 36       | 2       |
| E. Rabitti     | 32       | 11      |
| M. Stua        | 7        | 1       |
| A. Travia      | 29       | 0       |
| A. Turconi     | 36       | 8       |